# Simosuchus
 Simosuchus  ist eine Gattung der Notosuchia, landlebende Crocodylomorpha, aus der späten Oberkreide von Madagaskar. Ihre fossilen Überreste wurden 1998 in der Maevarano-Formation im Nordwesten der Insel gefunden. Die einzige wissenschaftlich beschriebene Art ist S. clarki.

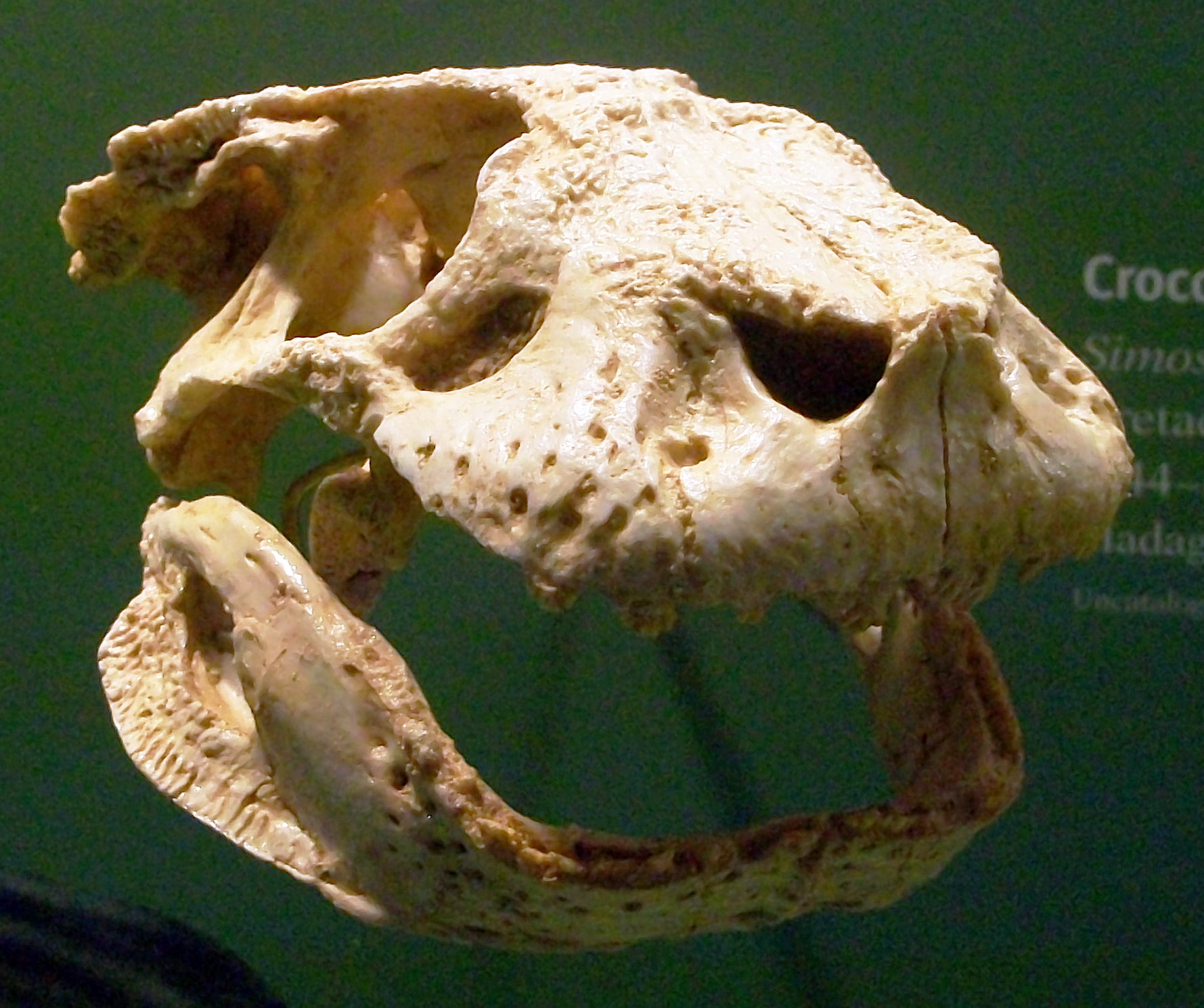
Schädel

Simosuchus erreichte eine Gesamtlänge von weniger als einem Meter. Der Schädel war ungewöhnlich kurz und hoch. In der stumpfen Schnauze saßen mehrspitzige, wie Gewürznelken geformte Zähne, die auf einen Ernährungstyp als Allesfresser oder sogar ausschließlichen Pflanzenfresser schließen lassen.
Aufgrund gemeinsamer Merkmale (Synapomorphien) wird eine enge Verwandtschaft mit Uruguaysuchus (Notosuchidae) aus der Oberkreide von Südamerika angenommen.